# 菲施巴赫塔尔
菲施巴赫塔尔（德語：Fischbachtal，發音：[ˈfɪʃbaxˌtaːl]，意为“菲施河谷”）是德国黑森州达姆施塔特行政区达姆施塔特-迪堡县的市镇，面积13.27平方千米，2023年12月31日人口为2,785人。